# 女性間性行為

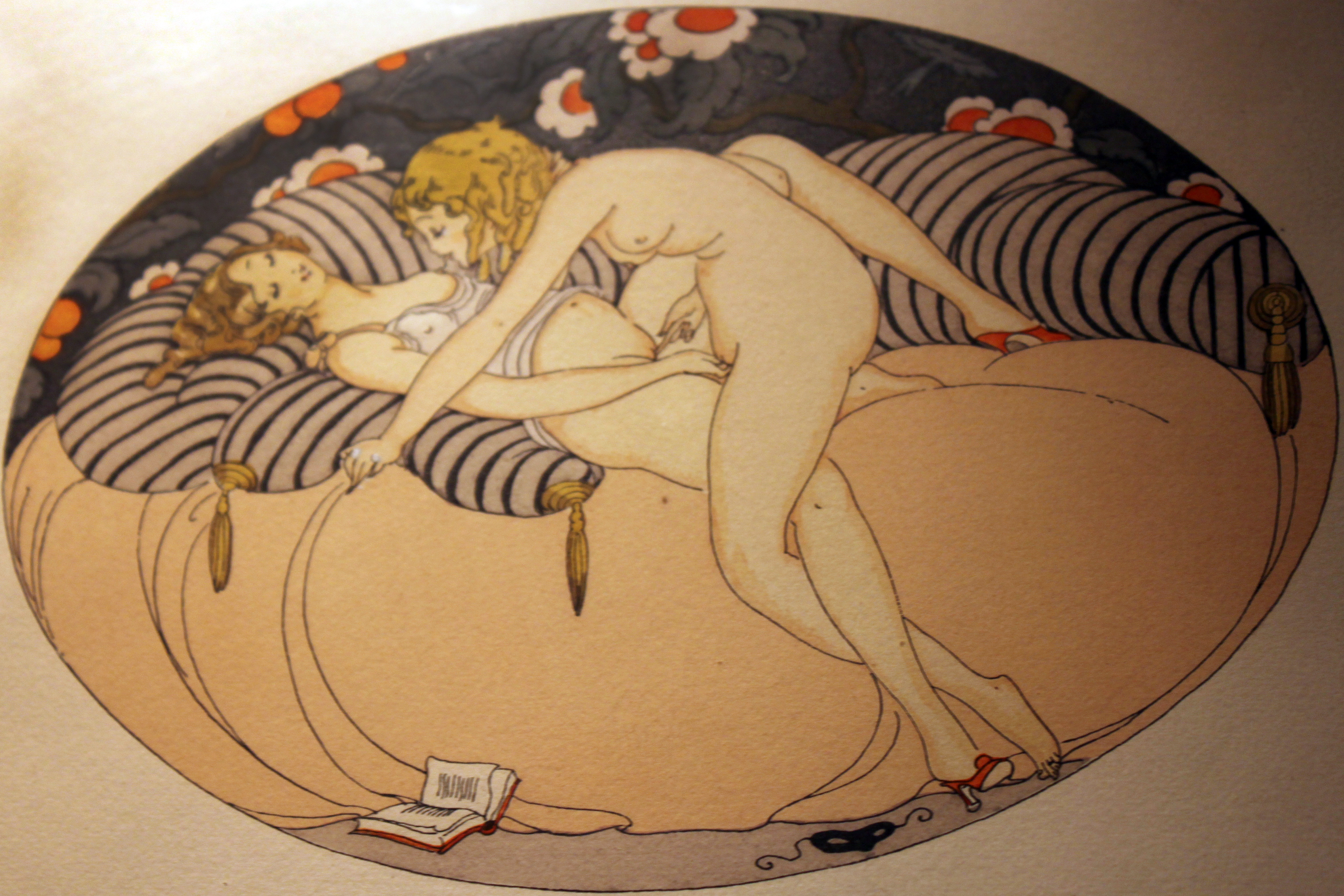
1925年にゲルダ・ヴィーグナーが描いた、ベッドで性行為に従事する2人の女性を描いた作品。

性的指向やセクシュアル・アイデンティティに関係なく、女性間性交渉者（WSW）が関与する性行動には、オーラルセックス、マニュアルセックス、または貝合わせが含まれる場合がある。
恋愛的または性的な人間関係は、性的欲求や興奮の対象となることが多く、それが性的解放のための性行為につながる。女性間の親密さの物理的な表現は、社会的、文化的、その他の影響とともに、関係の状況に依存する。一部の国では、レズビアンの性行為がゲイの性行為と並んで犯罪とされている。

## 行動

### 一般

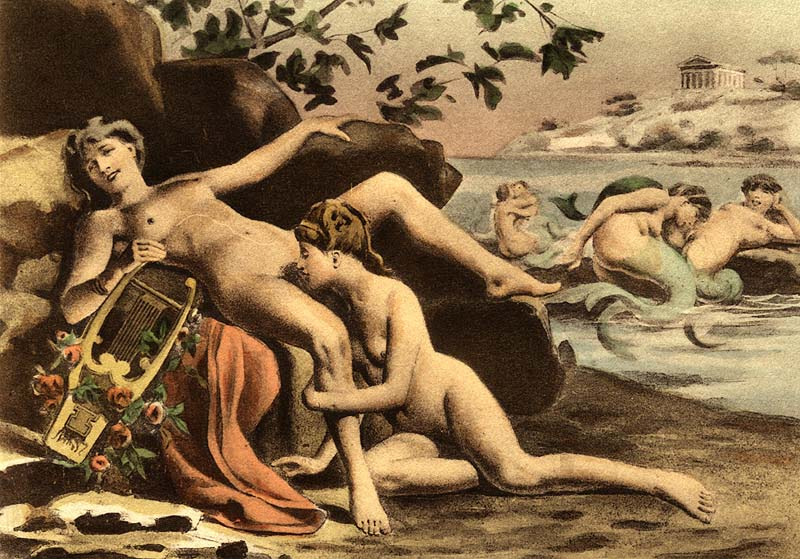
サッポーの生涯におけるクンニリングスの描写（エドゥアール＝アンリ・アヴリル画）

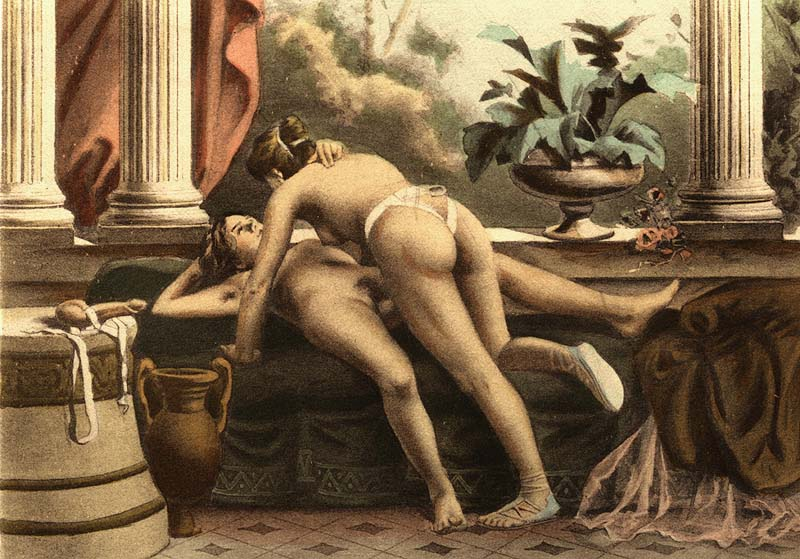
ディルドの使用を描いたエドゥアール＝アンリ・アヴリルの19世紀後半の絵画

一般に、女性は頬にキスをしたり、ハグをしたりするなどの愛情表現をする。唇へのキス、長時間のキスやハグ、その他の接触は、性的とみなされる場合とされない場合がある。性教育者でフェミニストのシア・ハイトは、研究対象となった女性の一人が「女性とのセックスには、触れること、キスすること、微笑むこと、真剣に見ること、抱き合うこと、話すこと、指で交わすこと、愛撫すること、見つめること、クンニすること、服を脱ぐこと、後で思い出すことなどが含まれる」と書いたと述べた。音を立て、時には優しく噛み、時には泣き、一緒に息をしたりため息をついたりする。」
パートナーの前で服を脱ぐこと、パートナーの服を脱がせること、または手、舌、または口の残りの部分を使ってパートナーの性感帯に触れることなどの身体的親密行為を行うことは、パートナーの性的欲求の表れとみなされる場合がある。性行為とエロティックな刺激またはスイッチオン（性的興奮）により、両方のパートナーにエロティックな感覚が生じる可能性がある。このような身体的親密行為、特にパートナーの胸や乳首への刺激を許可することは、性的行為に対する相互的な関心の表れである。
女性の口、唇、舌は敏感な性感帯である可能性がある。これらは、キス、吸う、舐める、または特にオーラルセックスのいずれであっても、準備段階および性的活動全体を通してパートナーによって一般的に使用される。口頭または手による乳首の刺激を含む、パートナーの乳房の刺激は前戯の一種である。女性の胸と乳首への刺激は、性行為の一般的な側面である。女性の乳首を刺激すると、オキシトシンとプロラクチンの生成と放出が促進される。乳首を刺激すると、通常であれば母乳育児の準備を整える大量のオキシトシンが放出される。女性に母性の感情を生み出すだけでなく、女性の不安を軽減し、絆と信頼を高める。
オーガズムには、体の複数の領域での筋肉の痙攣、全身の多幸感、そして多くの場合、体の動きや発声などの不随意な動作が含まれる。不応期として知られるオーガズム後の期間は、神経ホルモンのオキシトシンとプロラクチンの放出に起因して、リラックスした経験となることが頻繁にある。女性は不応期を経験しないため、最初のオーガズムの直後に追加のオーガズム（または複数のオーガズム）を得ることが可能であると一般的に報告されているが、いくつかの情報源は、女性は不応期を経験することが可能であると述べている。オーガズムの後に、それ以上の性的刺激が興奮を引き起こさない瞬間がある可能性もある。

## 合法性
一部の司法管轄区では、女性間のセックスが犯罪とされている。2016年、Human Dignity Trustは、少なくとも44ヶ国が女性間のセックスを犯罪としているのに対し、男性間のセックスを犯罪としているのは76カ国であると報告した。10ヶ国でこれらの禁止令が最近施行された。 女性の同性愛行為のみを犯罪とする国は存在しない。 女性間の同性愛行為の犯罪化が緩和されたのは、女性間のエロティシズムは実際には「セックス」ではなく、女性を異性愛から遠ざける力はないと信じられているためである。レズビアンやバイセクシュアルの女性も強制結婚の被害に遭いやすい。

## 参照
1. ↑  “The Hite Reports: What do they say?”.   hite-research.com. 2009年6月1日時点のオリジナルよりアーカイブ。2011年11月19日閲覧。
2. ↑  “Lesbianism: Women's Sexual Expression Together”.   hite-research.com. 2008年10月17日時点のオリジナルよりアーカイブ。2012年2月3日閲覧。
3. ↑  Levin, Roy J. " The breast/nipple/areola complex and human sexuality". Sexual & Relationship Therapy. Vol.21, Issue 2 (May 2006). p.237–249
4. ↑  “Nipple/Breast stimulation and sexual arousal in young men and women”. The Journal of Sexual Medicine 3 (3):  450–4. (May 2006). doi:10.1111/j.1743-6109.2006.00230.x. PMID 16681470.
5. ↑  “Physiologic Mechanism of Nipple Stimulation”.   Medscape Today from WebMD. 2010年11月20日閲覧。
6. ↑  “Oxytocin: the Great Facilitator of Life”. Progress in Neurobiology 88 (2):  127–51. (June 2009). doi:10.1016/j.pneurobio.2009.04.001. PMC 2689929. PMID 19482229.
7. 1 2 3  Rosenthal, Martha (2012). Human Sexuality: From Cells to Society. Cengage Learning. pp. 133–135. ISBN 978-0618755714 2014年5月12日閲覧。
8. 1 2  Daniel L. Schacter; Daniel T. Gilbert; Daniel M. Wegner (2010). Psychology. Macmillan. p. 336. ISBN 978-1429237192 2014年5月12日閲覧。
9. ↑  “The Sexual Response Cycle”.  University of California, Santa Barbara. 2011年7月25日時点のオリジナルよりアーカイブ。2014年5月12日閲覧。
10. ↑  Irving B. Weiner; W. Edward Craighead (2010). The Corsini Encyclopedia of Psychology, Volume 2. John Wiley & Sons. p. 761. ISBN 978-0470170267 2014年5月12日閲覧。
11. 1 2  Human Dignity Trust (2016年5月). “Breaking the Silence: Criminalisation of Lesbians and Bisexual Women and its Impacts”. 2019年6月3日時点のオリジナルよりアーカイブ。2022年1月11日閲覧。
12. ↑  Kane 2015, p. 276.
13. ↑  Marhoefer 2015, pp. 72–73, 75.
14. ↑  Hildebrandt 2014, p. 232.